# Abdol-Hosein Farman Farma

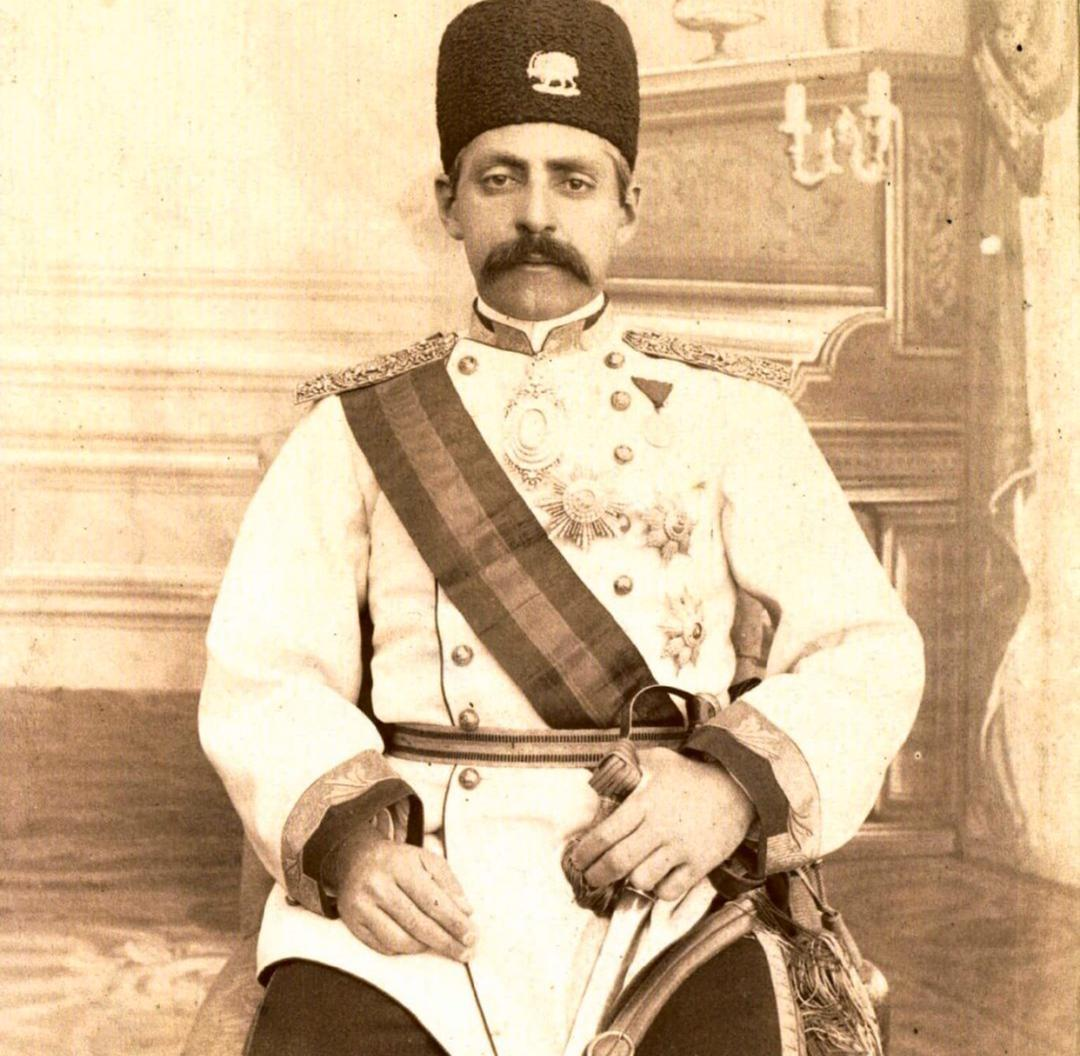
Abdol-Hossein Farman Farma 1880.

Abdol-Hossein Farman Farma (persiska: عبدالحسین فرمانفرما), även känd som Shāzdeh ("Prinsen"), titulerad Nosrat od-Dowleh, född 1857 i Tabriz, Iran, död november 1939 i Teheran, var en framstående iransk prins under qajarerna och en av sin tids mest inflytelserika politiker i Iran. 

## Familj
Abdol-Hossein Farman Farma var son till prins Nosrat Dowleh Firouz och sextonde barnbarnet till den qajariske kronprinsen Abbas Mirza. 1885 gifte han sig med Mozaffar od-din Shahs dotter Ezzat od-Doula och med anledning av hennes kungliga ställning tog han ingen mer hustru under tjugo års tid. Under sitt liv hade han åtta hustrur som födde honom tjugosex söner och tretton döttrar. Dottern Sattareh Farmanfarmaian berättar om sin far i sina memoarer Mellan två världar: en persisk kvinnas väg från faderns harem till Khomeinis Iran. Familjerna Firouz och Farmanfarmaian härstammar från honom.

## Karriär

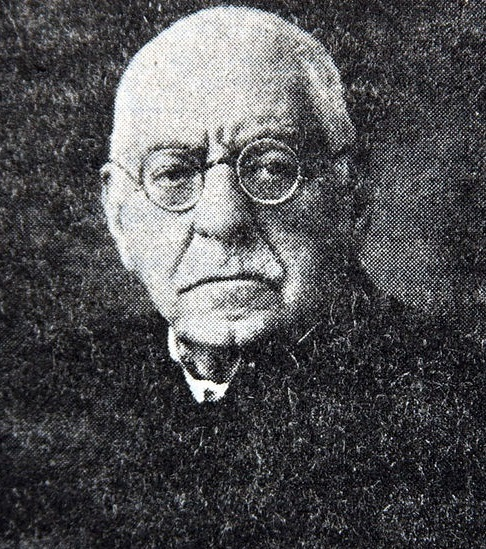
Abdol-Hossein Farman Farma, omkring 1930

Abdol-Hossein Farman Farma utbildades vid högskolan Dar ol-Fonun och vid den österrikisk-ungerska militärakademin, Austro-Hungarian Army Corps mission, i Teheran. Han blev krigsminister 1896 när Mozaffar od-din Shah kom till makten. 1898 gjorde han en rundresa i Mellanöstern och besökte Egypten och det osmanska Mesopotamien. 1909 utsågs han till inrikesminister och sedan som justitieminister. I sin roll som justitieminister introducerade han den västerländsk praxis med sekulära domstolsprocesser i det iranska rättssystemet. 1912 utnämndes han till överbefälhavare och ledde de konstitutionalistiska styrkorna i provinsen Kordestan och Kerman Shah. Bland hans underlydande officerare fanns Reza Khan, landets blivande shah. 
Abdol-Hossein Farman Farma tjänstgjorde som premiärminister 1915–1916 under Ahmad Shah Mirza. Han tog ställning för britterna i det första världskriget och belönades med Sankt Mikaels och Sankt Georgsorden 1916.
Abdol-Hossein Farman Farma arresterades i samband med den statskupp 1921 som organiserats av Zia od-din Tabatabai i Teheran och som förde Reza Khan till makten. Han föll i onåd och familjens hus på Palatsgatan i Teheran konfiskerades.